# Glenea apicalis
Glenea apicalis é uma espécie de escaravelho da família Cerambycidae. Foi descrita por Chevrolat em 1857, originalmente sobe o género Saperda.  Tem uma distribuição larga em África.  Alimenta-se de  Hibiscus rosa-sinensis.

## Varietas
- Glenea apicalis var. guineensis (Chevrolat, 1861)
- Glenea apicalis var. westermannii (Thomson, 1860)